# Ludwig Sebastian

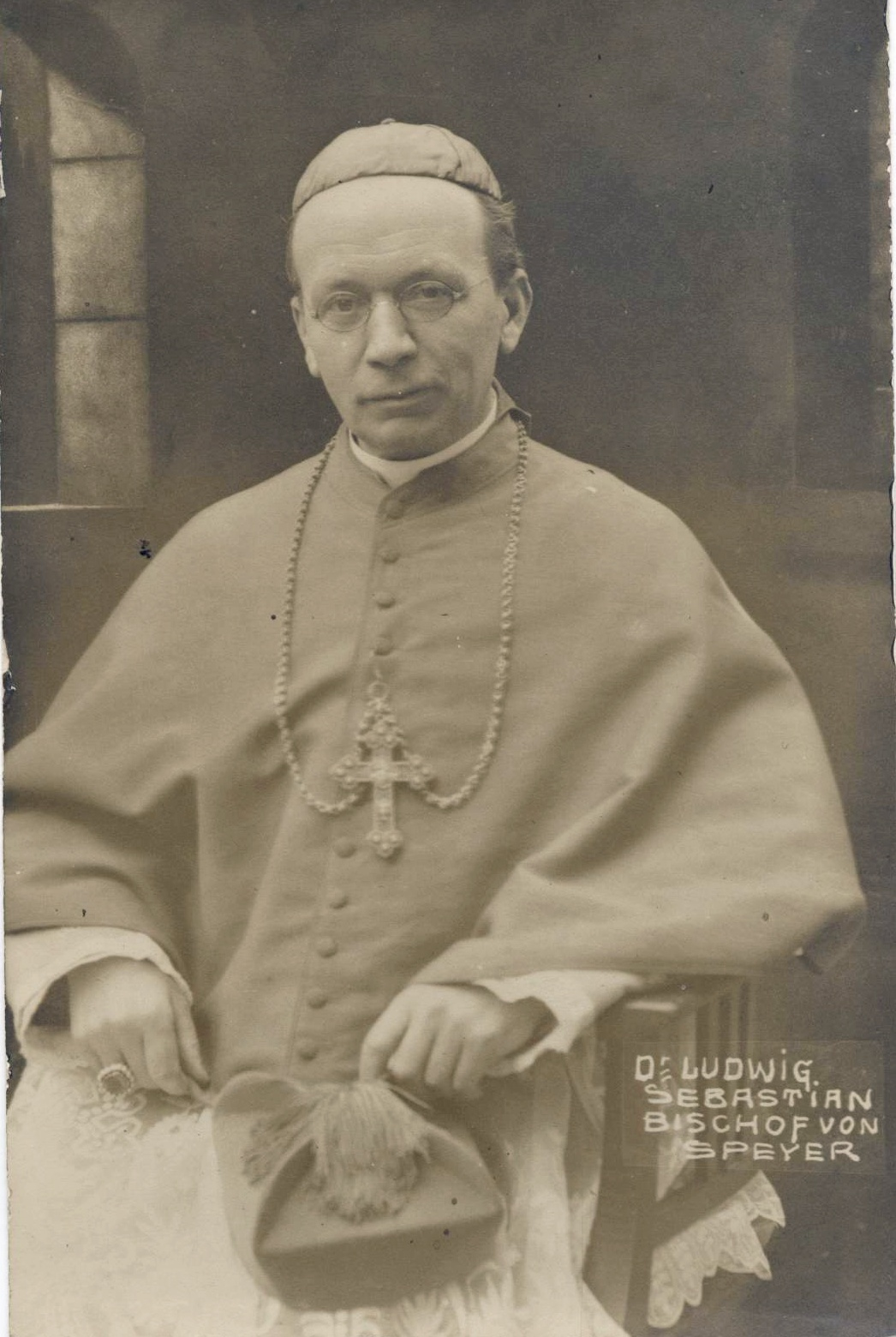
Bischof Ludwig Sebastian, 1917

Ludwig Sebastian (* 6. Oktober 1862 in Frankenstein; † 20. Mai 1943 in Speyer) war von 1917 bis 1943 Bischof der römisch-katholischen Diözese Speyer.

## Biografie

### Leben bis zur Bischofsweihe

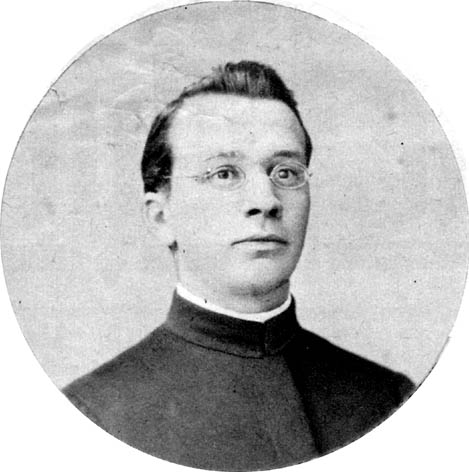
Ludwig Sebastian als junger Priester, um 1890

Ludwig Sebastian wurde in Frankenstein in der Pfalz geboren und machte 1883 Abitur am Humanistischen Gymnasium in Kaiserslautern. Dann trat er in das Priesterseminar in Bamberg ein und empfing am 7. August 1887 in Bamberg die Priesterweihe. Danach war er Kaplan in Bamberg, Forchheim und Ansbach. Seine erste Pfarrstelle hatte er von 1892 bis 1900 in Hohenmirsberg inne, danach wurde er Pfarrer von St. Ludwig Ansbach. Neben seiner seelsorgerlichen Tätigkeit war er auch Schulinspektor des Distrikts. 1914 avancierte Sebastian zum Mitglied des Domkapitels in Bamberg.

### Bischof von Speyer
Am 28. Mai 1917 wurde er vom bayerischen König Ludwig III. zum Bischof von Speyer berufen. Nach der Bestätigung durch Papst Benedikt XV. empfing Ludwig Sebastian am 23. September 1917 von Johann Jakob von Hauck im Dom zu Speyer die Bischofsweihe.
1918 promovierte er an der Julius-Maximilians-Universität Würzburg zum Doktor der Christlichen Theologie. Wegen des Zusammenbruchs der Monarchie erfolgte die für bayerische Bischöfe regelmäßige Erhebung in den persönlichen Adelsstand nicht mehr.
Ludwig Sebastian blieb sicherlich dem angestammten Herrscherhaus Wittelsbach – dessen letzter Monarch ihn ja zum Bischof bestimmt hatte – zeit seines Lebens verbunden. Er war jedoch weitsichtig genug, sich der neuen republikanischen Regierungsform nicht zu verschließen und diese auch zu unterstützen. In jenem Sinne erließ er bereits am 16. November 1918 einen eigenen Hirtenbrief, der dies klar ausspricht; lange bevor die bayerischen Bischöfe in einer gemeinsamen Erklärung am 5. Januar 1919 dazu Stellung nahmen. Der Speyerer Bischof schreibt:

„Wohl mag es für viele keine leichte Sache sein, nach der unerwarteten vollständigen Staatsumwälzung der neuen Regierung sofort die ganze Arbeitskraft zur Verfügung zu stellen. Gewiß wäre es auch vor Gott und der Welt nicht recht, wenn wir des vielen Guten vergessen würden, das die Huld unseres Herrscherhauses, das pfälzischen Gauen entstammt, unserer Diözese zugewendet hat. … Immer wollen wir in Treue dankbar bleiben, denen die uns Gutes erwiesen haben. Das wird uns jedoch nicht abhalten, der neuen Regierung, die den Schutz von Person und Eigentum verspricht und Ordnung halten will, im Hinblick auf die große Not unserer Zeit, unsere Arbeit zur Verfügung zu stellen. Jeder tue also seine Pflicht, keiner verlasse die ihm zugewiesene Stelle!“

Der Oberhirte trat ansonsten politisch kaum hervor; er war ein Mann der Seelsorge und der Caritas.
In die politischen Schlagzeilen geriet er bei der Ermordung des Anführers der pfälzischen Separatisten, Franz Josef Heinz, am 9. Januar 1924 in Speyer, als er ihm wegen seiner Gewalttaten und seines unchristlichen Lebenswandels das kirchliche Begräbnis verweigerte, obwohl er von der „Regierung“ der Autonomen Pfalz und der französischen Besatzungsmacht diesbezüglich bedrängt wurde.
Um der separatistischen Gewaltherrschaft ein Ende zu bereiten, sprachen sich am 11. Januar 1924 Sebastian und der Kirchenpräsident der Protestantischen Landeskirche der Pfalz, Karl Heinrich Fleischmann (1867–1954), gemeinsam offiziell gegen eine Anerkennung der „Autonomen Pfalz“ aus. Daraufhin entsandte die britische Regierung ihren Münchner Generalkonsul Robert Henry Clive (1877–1948) vom 14. bis zum 18. Januar 1924 in die Pfalz, um sich ein eigenes Bild zu verschaffen. Clive stellte dabei fest, dass die Mehrheit der Bevölkerung die separatistische Regierung ablehne, diese über keine Regierungserfahrung verfüge und sich nur mit französischer Hilfe halten könne. Auf Clives Bericht hin erreichte Großbritannien die Einsetzung eines Untersuchungsausschusses der Interalliierten Rheinlandkommission, der vom 14. bis zum 16. Februar mit dem Kreisausschuss der Pfalz das Speyerer Abkommen aushandelte. In diesem Abkommen wurden der Abzug der Separatisten und der Übergang der Verwaltung auf die legitime bayerische Kreisregierung geregelt. Dies war eines der ganz wenigen Male, wo Sebastian unmittelbar in die Politik eingriff.
Bereits 1921 hatte Sebastian seinen Speyerer Seminarregens Ludwig Maria Hugo zum neuen Bischof von Mainz geweiht, geleitete die Nachbarbischöfe Georg Heinrich Maria Kirstein von Mainz und Michael Felix Korum von Trier zur letzten Ruhe und nahm an der Beisetzung des letzten bayerischen Königspaares in der Liebfrauenkirche München teil.
Edith Stein, jüdische Konvertitin, lebte unter der Obhut ihres Seelenführers, des Prälaten Joseph Schwind, in Speyer und wurde am 2. Februar 1922 durch Sebastian in seiner Hauskapelle gefirmt.
Im Heiligen Jahr 1925 beteiligte sich Sebastian am 1. Pfälzischen Rompilgerzug, den er persönlich Papst Pius XI. vorstellte.
1926 fuhr Sebastian zum Eucharistischen Weltkongress nach Chicago.
Im Oktober 1928 besuchte der Apostolische Nuntius Eugenio Pacelli (ab 1939 Papst Pius XII.) anlässlich des 700-jährigen Jubiläums des Klosters St. Magdalena Speyer.
Sebastian gründete im November 1928 einen zweiten Dombauverein, um die Renovierung des Doms zu Speyer zu finanzieren. Außerdem leitete er den Bau der von seinem Vorgänger Michael von Faulhaber versprochenen Gelöbniskirche Maria Schutz in Kaiserslautern in die Wege, wodurch eine neue und beliebte Wallfahrtsstätte im Bistum entstand. Die Kirche konnte am 20. Oktober 1929 geweiht werden, die Betreuung übernahmen die Minoriten. Sie entstand in Erfüllung des Gelübdes Faulhabers für den Fall, dass die Diözese Speyer im Ersten Weltkrieg vor größeren Schäden bewahrt bliebe. Der Hochaltar trägt rechts und links je ein Relief der Bischöfe Michael von Faulhaber und Ludwig Sebastian.
Auch die Wallfahrt in Blieskastel förderte er, indem er Kapuziner aus Bayern zu deren Betreuung ansiedelte. Außerdem förderte er stark den Bau des Krankenhauses St. Josef in Ludwigshafen am Rhein sowie vieler Kirchen und die Einrichtung von Caritasstellen in seiner Diözese.
Im Dezember 1929 führte der Bischof erneut einen Pilgerzug nach Rom.

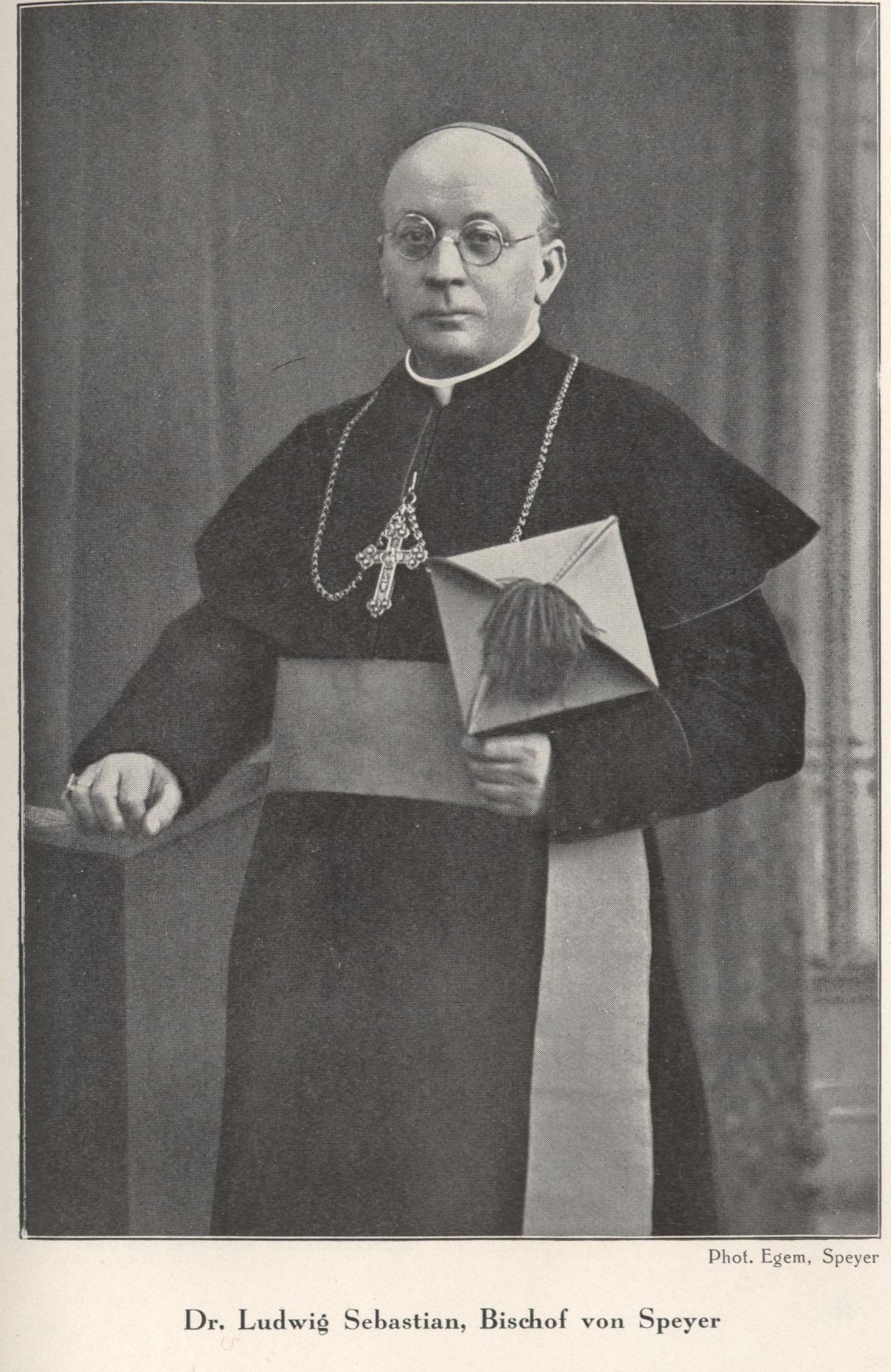
Bischof Ludwig Sebastian von Speyer, Porträt aus dem Erinnerungsbuch zum Domjubiläum, 1930

Am 13. Juli 1930 fand das Domfest zur Erinnerung an die 900-Jahr-Feier der Grundsteinlegung der Kathedrale statt. Kronprinz Rupprecht von Bayern und Erzherzog Eugen von Österreich, sowie zahlreiche Minister, Katholikenführer und geistliche Würdenträger begingen den Festtag zusammen mit Sebastian und rund 60.000 Wallfahrern. Kurz danach kam Reichspräsident Paul von Hindenburg zu Besuch und wurde vom Bischof empfangen. Schon am 6. Juli war die neue Wallfahrtsmadonna „Patrona Spirensis“ als persönliches Geschenk von Papst Pius XI. zum Domjubiläum in den Dom verbracht worden.
1932 erwarb Sebastian in seinem Heimatort Frankenstein das Synagogengebäude von der jüdischen Gemeinde, die bis dahin fast vollständig ins Exil gegangen war. Er ließ es auf eigene Kosten herrichten und schenkte es der katholischen Gemeinde als Kirchengebäude. 1933 nahm er auch persönlich die Kirch- und Glockenweihe vor.
1933 hielt Sebastian anlässlich der Ausstellung des Heiligen Rockes im Dom zu Trier vor 30.000 Gläubigen Amt und Predigt.

### Opposition gegen den NS-Staat
Gegen den Nationalsozialismus äußerte sich Sebastian zwar eher vorsichtig, war jedoch trotz seines schon fortgeschrittenen Alters bereit, energischen Widerstand zu leisten. 1933 weigerte er sich einen von der Gauleitung vorbereiteten Wahlaufruf zu unterzeichnen, was man ihm in der Reichskanzlei schwer verübelte. Demonstrativ besuchte er im März des gleichen Jahres katholische Schutzhäftlinge im KZ Neustadt und setzte sich beim päpstlichen Nuntius persönlich für Beamte ein, die aufgrund ihrer jüdischen Abstammung aus dem Staatsdienst entlassen worden waren. Ebenso weigerte er sich bis zur Reichsflaggenverordnung von 1935 – als dieses Verhalten ausdrücklich unter Strafe gestellt wurde – an vorgeschriebenen Feiertagen die kirchlichen Gebäude mit Hakenkreuzfahnen (Staatsflagge) zu beflaggen. Bis es gar nicht mehr anders ging, ließ Sebastian ausschließlich die gelb-weißen Kirchenfahnen und die alten schwarz-weiß-roten Reichsbanner hissen.

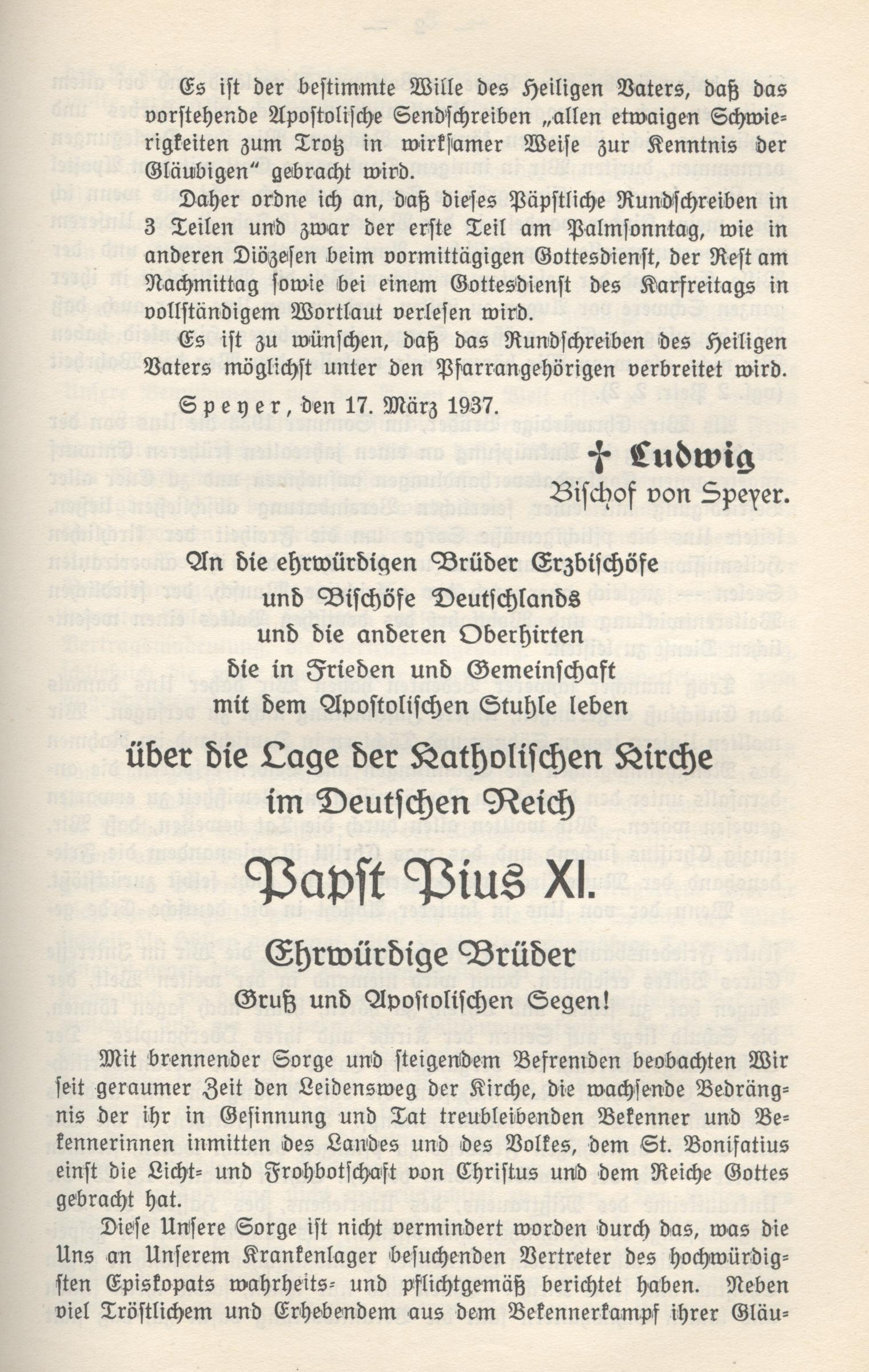
Erste Seite der Enzyklika Mit brennender Sorge, mit dem Vorsatz von Ludwig Sebastian, gedruckt in der Jägerschen Druckerei Speyer, die deshalb enteignet wurde.

1937 sorgte er nachdrücklich dafür, dass die Enzyklika Mit brennender Sorge in den Gemeinden verlesen wurde und erließ sogar einen eigenen Vorsatz zu dem Apostolischen Schreiben, in dem er nochmals anmahnte, die Enzyklika „allen etwaigen Schwierigkeiten zum Trotz, in wirksamer Weise zur Kenntnis der Gläubigen“ zu bringen und ausdrücklich anordnete, dass das Rundschreiben unter allen Umständen „im vollen Wortlaut verlesen … und möglichst unter den Pfarrangehörigen verbreitet wird.“ Auch in seinem Fasten-Hirtenbrief vom 11. Februar 1938 nahm Sebastian unmissverständlich gegen die NS-Ideologie Stellung:

„Leset nur die heiligen Evangelien … und Ihr werdet sofort erkennen wie falsch jene Anschauungen sind, die heutzutage so vielfach verbreitet werden. Statt des persönlichen, ewigen und allweisen Gottes wollen sie ein Produkt ihres eigenen Nachdenkens uns anpreisen, eine Ersatzreligion aufmachen. Einige wollen diesen ewigen Gott zum ‚Judengott‘ stempeln, der für uns artfremd sei. Dafür wird das Weltall und die Natur als Gott erhoben … Gott ist auch nicht das Volk …“

Schon am 19. März 1937 hatte der Gauleiter Josef Bürckel in Kaiserslautern den Oberhirten in einer vom Rundfunk übertragenen Rede vor dem NS-Lehrerbund scharf angegriffen und als „Staatsfeind“ und „Landesverräter“ betitelt, da er bezüglich Deutschland einem „feindlichen Ausland verleumderische Mitteilungen“ habe zukommen lassen. Hintergrund war ein Bericht des Bischofs über die kirchlichen Bedrückungen, an Kardinal-Staatssekretär Eugenio Pacelli, den späteren Papst Pius XII., den die Gestapo schon 1935 abgefangen, geöffnet und fotografiert hatte. Anlässlich eines Prozesses gegen Dekan Joseph Schröder vor dem Landgericht in Frankenthal im Jahr 1937 wurde die Sache propagandistisch ausgeschlachtet und es erschienen im gesamten Reich riesige, öffentliche Aushänge mit dem Text:

„Parole der Woche – Parteiamtliche Wandzeitung vom 14. Juli 1937. Der alte Bischof von Speyer, Dr. Sebastian, hat, wie der Frankenthaler Prozess einwandfrei ergab, einer auswärtigen Macht, verleumderische Mitteilungen über unseren neuen Staat gemacht …“

An seinem Speyerer Palais wurden dem Bischof von unbekannter Hand unter anderem die Fensterscheiben eingeworfen. Sechs Diözesanpriester kamen ins KZ Dachau.
Zu seinem goldenen Priesterjubiläum am 15. August 1937 ließ die NSDAP rund 40.000 SA-Männer nach Speyer kommen, um dort einen krawallartigen Aufmarsch zu inszenieren. Der Bischof war jedoch heimlich abgereist und feierte seinen Ehrentag beschaulich im Stift Neuburg bei Heidelberg. Die SA-Männer waren umsonst erschienen.
1941 stellte der Papst dem greisen Bischof in der Person von Joseph Wendel einen bischöflichen Koadjutor zur Seite, der nach Sebastians Tod am 20. Mai 1943 auch dessen Nachfolger als Speyerer Oberhirte werden sollte. Sebastian weihte ihn am 29. Juni 1941 persönlich zum Bischof.
Überdeutlich analysierte er kurz vor seinem Tod im Hirtenwort anlässlich seines 80. Geburtstags und seines silbernen Bischofsjubiläums noch einmal die bestehende kirchliche Situation im NS-Staat:

„Wer wollte leugnen, daß gegenwärtig ein Kampf gegen Christus unternommen wird, wie ihn in dieser Schärfe wohl kaum die Geschichte kennt. Der göttliche Heiland hat so bestimmt erklärt: ‚Ohne mich könnt ihr nichts tun.‘ Joh 15,5. Und doch soll er mehr und mehr unbekannt werden. Selbst die bisherige Norm, die Jahre der Weltgeschichte nach seiner Geburt zu zählen, soll abgeschafft und ein anderer, nichts sagender Ersatzausdruck eingeführt werden. Seine Lehre, die er allen Völkern verkündet haben will, soll als artfremd, sein weltumgestaltender Sieg am Kreuz, seine glorreiche Auferstehung, als Zeichen der Schwäche abgetan werden …“

Das besondere Merkmal seines Pontifikates ist der Bau und die Weihe von 110 Kirchen – eine Zahl, die in der Bistumsgeschichte ohne Beispiel steht. Daneben firmte der Seelsorgebischof an 860 Plätzen, seit 1941 auch im Bistum Metz, weihte 170 Glocken, 35 Orgeln, 1107 Kelche und Patenen, 110 Altarsteine und 45 Altäre sowie 90 Notkirchen, Hauskapellen, Kriegerdenkmäler, Kindergärten und Schwesternhäuser.

### Grabinschrift
Auf seiner Grabplatte vor dem Königschor im Dom von Speyer wurden die folgenden Worte eingraviert:

„Ludovicus Sebastian Epps Spirensis. Natus VI. Octobris MDCCCLXII. Obiit XX. Mai MCMXLIII. Aedibus Sacris Caritatis operibus insignis in patriam redux. Requiescat in pace.“

„Ludwig Sebastian, Bischof von Speyer, geb. am 6. Okt. 1862, gest. am 20. Mai 1943. Bauen von Heiligtümern und Werke der Liebe waren seine Zeichen, [er ist] in die Heimat zurückgekehrt. Er ruhe in Frieden.“

Diese Grabinschrift enthält eine Anspielung auf seinen Bischöflichen Wahlspruch „In Patriam Redux“ – „In die Heimat zurückgekehrt“, da er im Bistum Speyer geboren wurde, im Erzbistum Bamberg die Priesterweihe erhielt und als Pfarrer tätig war, als Bischof jedoch wieder in seine Heimatdiözese Speyer zurückkehrte.
Die Grabplatte wurde im Zuge der Dom-Umgestaltung entfernt und ist heute in der Katholischen Filialkirche Heiligste Dreifaltigkeit in Frankenstein/Pfalz, dem Geburtsort Ludwig Sebastians zu finden.

## Sonstiges
Er war Ehrenmitglied der katholischen Studentenverbindungen KDStV Fredericia Bamberg (seit 1914) und KDStV Markomannia Würzburg (seit 1927), beide im CV, sowie der KSStV Alemannia München im KV.